# Mellah

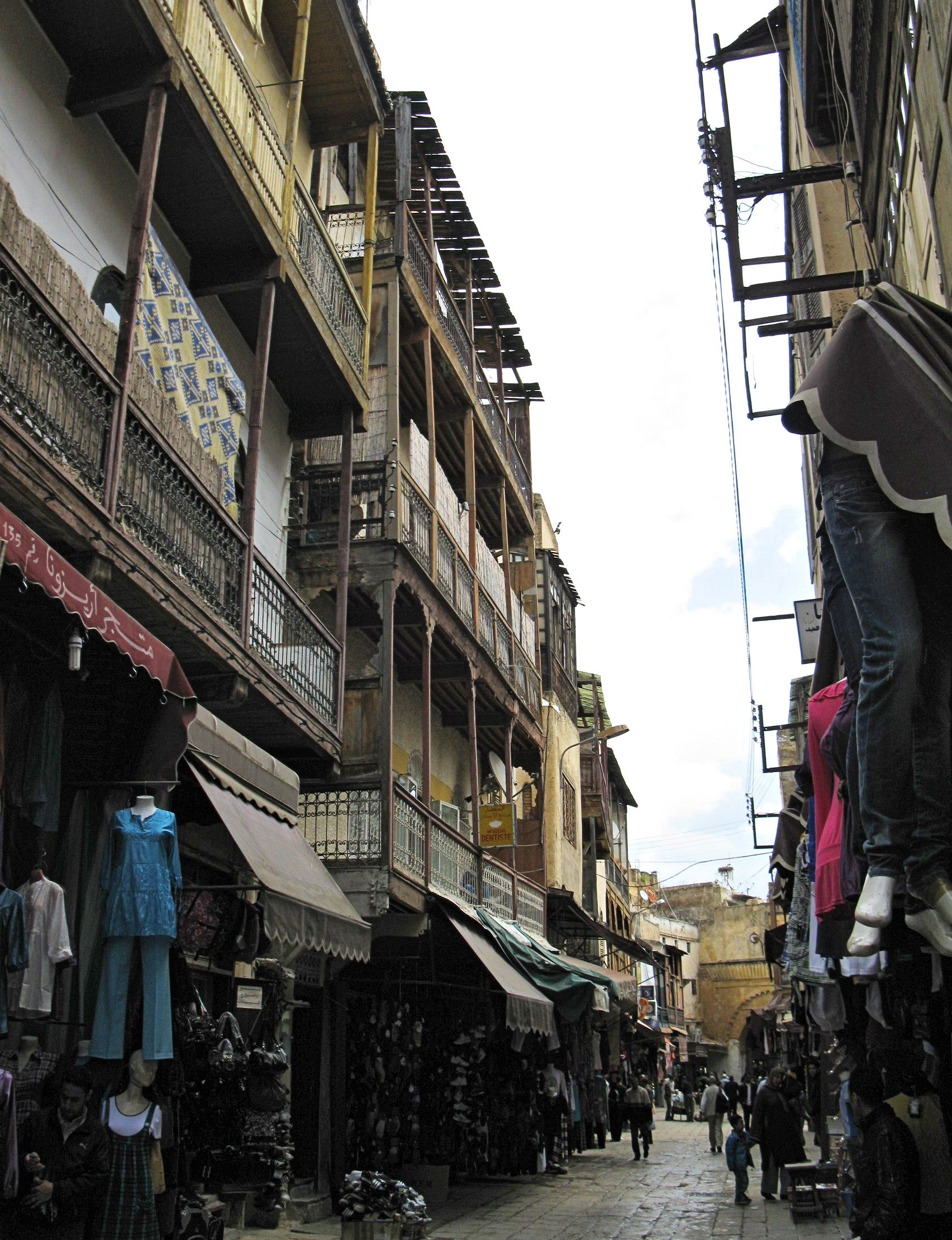
La calle central del Mellah de Fez, con una arquitectura doméstica distintiva de antiguas casas judías.

Mellah es el nombre con el que se conocen a los barrios judíos amurallados existentes en algunas localidades de Marruecos; un análogo de la judería o gueto europeo.
En Marruecos, la población judía fue confinada en mellahs a comienzos del siglo XV y especialmente desde principios del siglo XIX.
En las ciudades, el mellah estaba rodeado por una muralla con una puerta fortificada. Por lo general, puesto que sus habitantes desempeñaban un papel importante en la economía local, el barrio judío estaba situado cerca del palacio real o de la residencia del gobernador con el fin de proteger a sus habitantes de los disturbios recurrentes. Por el contrario, los mellahs rurales eran aldeas separadas habitadas exclusivamente por judíos.

## Historia

### Siglo XV

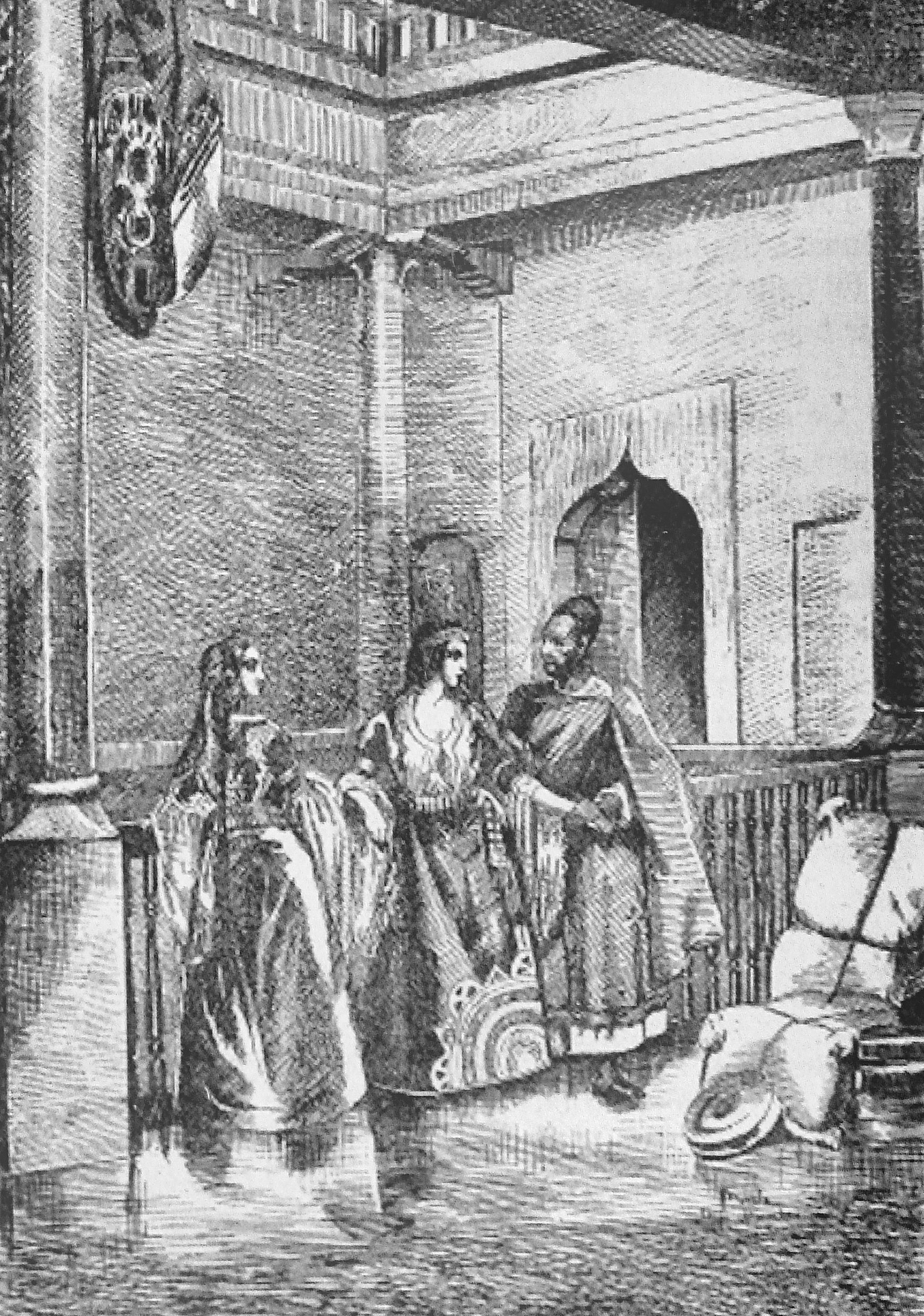
Una casa judía en Mogador, por Darondeau (1807-1841).

El primer mellah oficial se estableció en la ciudad de Fez en 1438. Durante la primera mitad del siglo XIV, los meriníes fundaron, junto a Fez, la ciudad de Hims, donde inicialmente se asentaron los arqueros y la milicia cristiana. En 1438, los judíos fueron trasladados desde la parte antigua de Fez a Hims, que había sido construida en un sitio conocido como al-Mallah, "el salinar". Con el tiempo, el término se empleó para designar a los barrios judíos de otras ciudades de Marruecos. Inicialmente, no había nada despectivo en este término: algunos documentos emplean la expresión "mellah de los musulmanes". De hecho, el barrio judío contenía viviendas grandes y hermosas que fueron utilizadas como residencias para "los agentes y embajadores de los príncipes extranjeros". Más tarde, sin embargo, la etimología popular explicaba la palabra mellah como una "tierra salada y maldita" o un lugar donde los judíos "salaban las cabezas de los rebeldes decapitados", destacando las connotaciones peyorativas asociadas a esta palabra. 
El mellah de Fez no siempre tuvo éxito en brindar protección a sus habitantes. El 14 de mayo de 1465, sus habitantes fueron casi todos asesinados por los rebeldes que derrocaron a la dinastía de los meriníes. Ese ataque provocó una ola de violencia contra los judíos en todo Marruecos. La causa inmediata de la violencia antijudía fue el nombramiento de un judío para el cargo de visir.

### Siglos XVI-XVIII
Durante mucho tiempo, el mellah de Fez siguió siendo el único existente, y solo en la segunda mitad del siglo XVI (alrededor de 1557) el término mellah aparece en Marrakech, con el asentamiento de las poblaciones judías y judaizadas procedentes del Atlas y de la ciudad de Aghmat (30 kilómetros al este de Marrakech), que contaba con una antigua comunidad judía. Un francés, cautivo en Marruecos desde 1670 hasta 1681, escribió: "En Fez y en Marruecos [esto es Marrakech], los judíos son separados del resto de los habitantes, tienen sus propios barrios independientes, rodeados por muros cuyas puertas están custodiadas por hombres nombrados por el rey... En el resto de ciudades, se entremezclan con moros". En 1791, un viajero europeo describió el mellah de Marrakech: "Tiene dos grandes puertas, que se cierran regularmente cada tarde cerca de las nueve en punto, después de lo cual ninguna persona tiene permitido entrar o salir... hasta... la mañana siguiente. Los judíos tienen un mercado propio..." Solo en 1682, fue fundado el tercer mellah en la ciudad de Mequinez, la nueva capital del sultán Ismaíl de Marruecos.

### sigloXIX

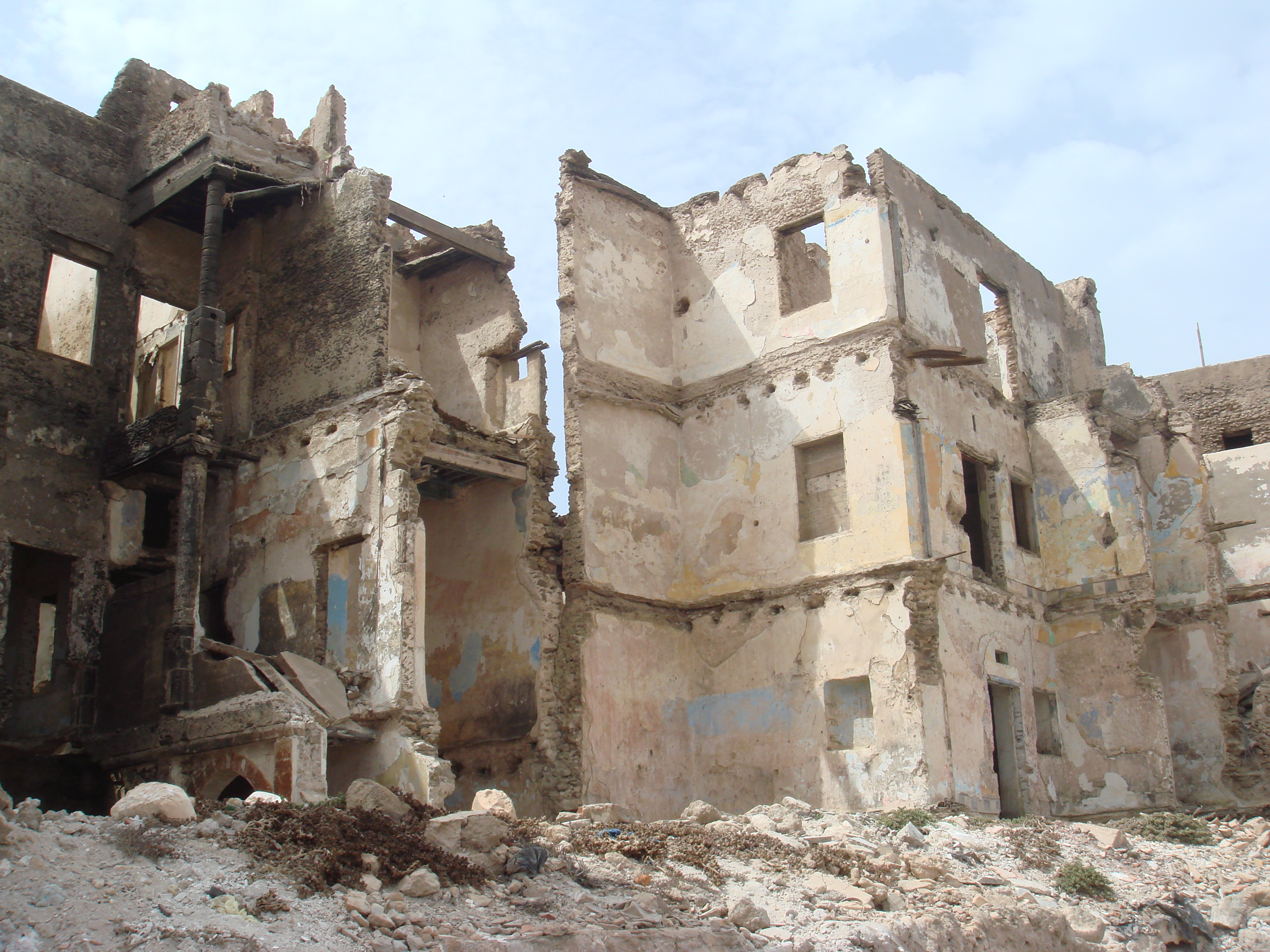
Restos de un mellah judío en Essaouira.

A comienzos del siglo XIX, alrededor del 1807, el sultán Sulaymán de Marruecos obligó a los judíos de las ciudades de la región costera a mudarse a mellahs, situados en Rabat, Salé, Mogador y Tetuán. En todos estos lugares, los nuevos barrios judíos fueron llamados mellahs a excepción de en Tetuán, donde se utilizó la palabra española "judería".
En Salé, el nuevo barrio judío consistía en una larga avenida con un total de 200 casas, 20 tiendas y puestos comerciales, dos hornos de cerámica y dos molinos. En 1865, el mellah de Mogador, al haberse sobrepoblado, se le permitió extenderse.
A finales del siglo XIX y en las primeras décadas del siglo XX, los judíos adinerados comenzaron a mudarse a los nuevos barrios (villes nouvelles) planificados según los esquemas urbanos europeos, dejando en los mellahs solo a los ancianos y a las familias más pobres.

### A partir delsigloXX
Desde el establecimiento del Estado de Israel, en 1948, la mayoría de los judíos marroquíes han emigrado al nuevo estado judío, alentados por la Agencia Judía. Como resultado de ello, hoy en día los mellahs están habitados únicamente por musulmanes, los pocos judíos aún restantes se han mudado a los barrios modernos de las ciudades marroquíes.
La aparición de un mellah en un puerto del Golfo Pérsico, en el relato de un viaje a China supuestamente realizado por "Jacob de Ancona" en 1271, que fue publicado por Davis Selbourne en 1997 en The City of Light, fue identificado como un claro anacronismo por parte de la reacción crítica al libro que juzgó tal relato como un engaño.